# المحميات الطبيعية في اليمن
يوجد في اليمن، 36 موقعاً من المناطق التي تم تحديدها وترشيحها كمواقع محميات طبيعية في البلاد، ومنذ العام 1999 حتى العام 2009، تم الإعلان رسمياً من قبل الحكومة اليمنية عن 6 محميات طبيعية هي:
- محمية عتمة
- محمية سقطرى
- محمية حوف
- محمية غابة بُرع
- محميات الأراضي الرطبة في عدن
- محمية شمال جزيرة كمران

وإلى جانب تلك المحميات، توجد 3 مناطق كان من المخطط اعتمادها كمحميات طبيعية، والتي تنتظر إعلانها رسمياً وهي:
- محمية بير علي - بروم في محافظتي شبوة وحضرموت.
- محمية شرمة - جثمون في حضرموت
- محمية غابة جبل إرف - لحج.